# مارتون ایسرائیلیان
مارتون هوهانسی ایسرائیلیان (ارمنی: Մարտուն Հովհաննեսի Իսրայելյան؛  ۲۵ مارس ۱۹۳۸) یک بازیگر اهل ارمنستان است. وی از سال میلادی تاکنون مشغول فعالیت بوده است.

## زندگی‌نامه
وی در ۲۵ مارس ۱۹۳۸ در لنیناکان به دنیا آمد و از آموزشگاه موسیقی گیومری (۱۹۶۴) و کنسرواتوار دولتی کومیتاس ایروان (۱۹۶۹) فارغ‌التحصیل شد. وی در فعالیت کرده است. وی عضو اتحادیه آهنگسازان ارمنستان است. وی همچنین برندهٔ جوایزی همچون چهره هنری شایسته جمهوری ارمنستان شده است.